# Il mio nome Remix
Il mio nome Remix è un singolo del rapper italiano Ernia, pubblicato il 7 aprile 2023.

## Descrizione
Il brano è il remix del singolo omonimo presente nell'album Io non ho paura e vede la partecipazione della cantante Mara Sattei e la produzione di Young Miles.

## Video musicale
Il video, diretto da Marc Lucas e Igor Grbesic, è stato pubblicato in concomitanza con l'uscita del singolo sul canale YouTube del rapper.

## Tracce
1. Il mio nome Remix (feat. Mara Sattei) – 2:37 (testo: Matteo Professione, Sara Mattei – musica: Andrea Ferrara, Nicolò Pucciarmati, Umberto Odoguardi)

## Classifiche
| Classifica (2023) | Posizione massima |
| ----------------- | ----------------- |
| Italia            | 51                |